# Scyracepon
Scyracepon är ett släkte av kräftdjur. Scyracepon ingår i familjen Bopyridae.
Kladogram enligt Catalogue of Life:
| Scyracepon | \| \| Scyracepon hawaiiensis \| \| \| \| \| \| Scyracepon levis \| \| \| \| \| \| Scyracepon oceanicum \| \| \| \| \| \| Scyracepon quadrihamatum \| \| \| \| \| \| Scyracepon tuberculosa \| \| \| \| |
|            | \| \| Scyracepon hawaiiensis \| \| \| \| \| \| Scyracepon levis \| \| \| \| \| \| Scyracepon oceanicum \| \| \| \| \| \| Scyracepon quadrihamatum \| \| \| \| \| \| Scyracepon tuberculosa \| \| \| \| |
|            | Scyracepon hawaiiensis |
|            | |
|            | Scyracepon levis |
|            | |
|            | Scyracepon oceanicum |
|            | |
|            | Scyracepon quadrihamatum |
|            | |
|            | Scyracepon tuberculosa |
|            | |